# Tempel der Isis und des Serapis (Rom)
Der Tempel der Isis und des Serapis war ein Doppeltempel auf dem Marsfeld in Rom, der den Gottheiten Isis und Serapis geweiht war.

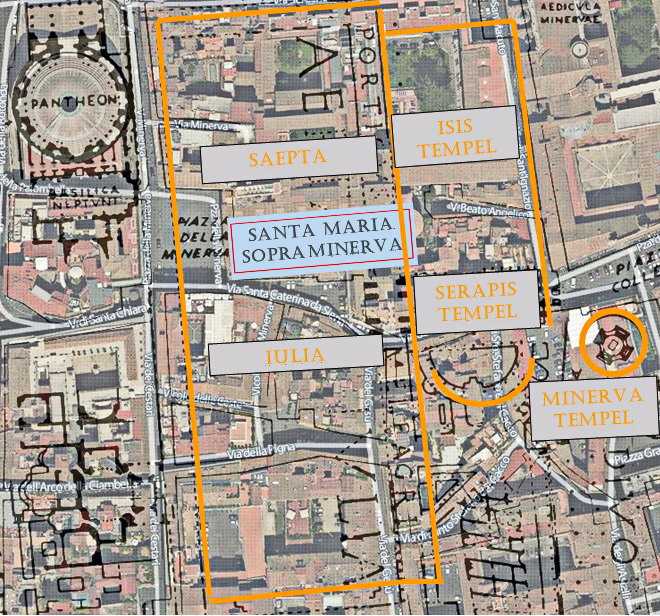
Lage der Tempel im modernen Stadtplan

Der Tempel der Isis, das Iseum Campense, stand gegenüber dem Tempel des Serapis, dem Serapeum. Zwischen den beiden Gebäuden befand sich ein Platz. Die Überreste des Serapis-Tempels liegen heute unter der Kirche Santo Stefano del Cacco. Der Isis-Tempel lag nördlich davon und östlich der heutigen Kirche Santa Maria sopra Minerva. Beide Tempel bestanden aus einer Kombination von ägyptischen und hellenistischen Baustilen. Ein Großteil der Kunstwerke, die die Tempel schmückten, verwendeten Motive, die an Ägypten erinnerten, und sie enthielten mehrere wirklich ägyptische Objekte, wie Obeliskenpaare aus rotem oder rosa Granit von Syene.

## Geschichte
Der Isis-Kult wurde wahrscheinlich im 2. Jahrhundert v. Chr. in Rom eingeführt, wie zwei Inschriften belegen, die auf dem Kapitolinischen Hügel entdeckt wurden und Priester der Isis Capitolina erwähnen. Der Historiker Cassius Dio berichtet, dass der Senat 53 v. Chr. die Zerstörung aller privaten religiösen Schreine im Pomerium anordnete, die ägyptischen Göttern gewidmet waren. Ein neuer Tempel für Serapis und Isis wurde jedoch 43 v. Chr. vom Zweiten Triumvirat gewährt. Repressive Maßnahmen gegen ägyptische Kulte wurden von Augustus 28 v. Chr. und Agrippa 21 v. Chr. erlassen. Tiberius  ließ 9 n. Chr. die Priester der Göttin Isis hinrichten und die Kultstatue in den Tiber werfen.
Der Kult wurde zwischen der Regierungszeit von Caligula und 65 n. Chr. offiziell wieder geduldet und wurde bis zum Ende der späten Römischen Kaiserzeit weiter praktiziert, bis alle heidnischen Kulte durch das Dreikaiseredikt verboten wurden und das Christentum zur alleinigen Religion des Römischen Reiches wurde.
Das genaue Datum des Baus des Heiligtums auf dem Campus Martius ist nicht bekannt. Es wird vermutet, dass es kurz nach der Abstimmung des Zweiten Triumvirats im Jahr 43 v. Chr. zwischen 20 und 10 v. Chr. oder während der Regierungszeit des Caligula errichtet wurde (37–41 n. Chr.). Der gesamte Komplex wurde nach seiner Zerstörung in dem großen Brand von 80 n. Chr. von Domitian und später wieder von Kaiser Severus Alexander umgebaut.
Ob das Heiligtum im 4. Jahrhundert noch genutzt wurde, ist nicht bekannt. Spätestens im Zusammenhang mit der Aufhebung der heidnischen Kult ab 380 wurde es geschlossen. Ein Brand im 5. Jahrhundert führte zum weiteren Verfall des Bauwerks, und seine letzten Überreste wurden wahrscheinlich in den folgenden Jahrhunderten zerstört, obwohl Teile davon (wie die beiden Eingangsbögen) bis ins Mittelalter erhalten geblieben sein könnten.

## Geografische Lage und Architektur
Juvenal erwähnt den Tempel neben der Saepta Iulia, eine geografische Lage, die durch die Darstellung auf der Forma Urbis Romae bestätigt wird. Sie zeigt einen südlichen Teil mit einer halbkreisförmigen Apsis mit mehreren Exedrae und einem von Portiken umgebenen Innenhof an der Nord- und Südseite mit einem Eingang nach Osten.
Es ist schwierig, genauere Daten über den ursprünglichen Aspekt des Heiligtums zu sammeln, da seine Architektur durch spätere Gebäude und Änderungen des Gebiets vollständig zerstört wurde. Die allgemein akzeptierte Rekonstruktion legt nahe, dass das gesamte Gebiet ein etwa 220 × 70 Meter großes Rechteck war, das Brunnen, Obelisken und ägyptische Statuen sowie einen kleinen Tempel der Isis im nördlichen Teil umfasste.

## Darstellungen
Die einzigen bekannten Darstellungen des Heiligtums, abgesehen vom Plan auf der Forma Urbis, sind vier Denare, die während der Regierungszeit von Vespasian und Domitian geprägt wurden. Die früheste Münze zeigt einen kleinen korinthischen Tempel auf dem Podium mit einem Architrav im ägyptischen Stil mit Sonnenscheibe, der von einem Giebel gekrönt wird, auf dem Isis-Sothis auf dem Hund Sirius reitet. Die Säulen rahmen die Kultstatue der Göttin in der Cella ein. Der Tempel sieht in einer späteren Emission, in der er ein Flachdach hat, etwas anders aus, aber das Vorhandensein der identischen Kultstatue ermöglicht die Identifizierung mit demselben Tempel.
Eine andere Münze zeigt einen Tetrastyle-Tempel auf dem Podium mit flacher Oberseite und eine ähnliche Struktur mit einem Giebel, interpretiert als der Tempel von Serapis.
Der letzte Denar zeigt einen dreigeteilten Bogen, der das Propylon zum Heiligtum sein könnte. Ein ähnlicher Bogen mit der Inschrift ARCVS AD ISIS (= Bogen zu Isis) ist auf einem Relief aus dem Hateriergrab aus dem 2. Jahrhundert n. Chr. Diese Struktur wurde mit dem Arco di Carmigliano identifiziert, der einst gegenüber der Via Labicana stand und 1595 abgebaut wurde und den östlichen Eingang zum von Vespasian erbauten Heiligtum darstellte. Es wurde auch vorgeschlagen, dass das Gebiet von Westen durch einen Quadrifronbogen zu betreten war, der von Hadrian gebaut wurde und heute Teil der Apsis der Kirche Santa Maria Sopra Minerva ist.

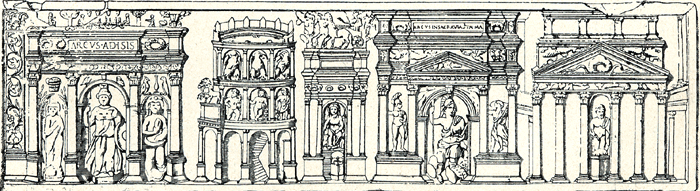
Römische Gebäude auf einem Relief des Hateriergrabes; der Bogen „ad Isis“ ist der erste auf der linken Seite

## Archäologische Funde

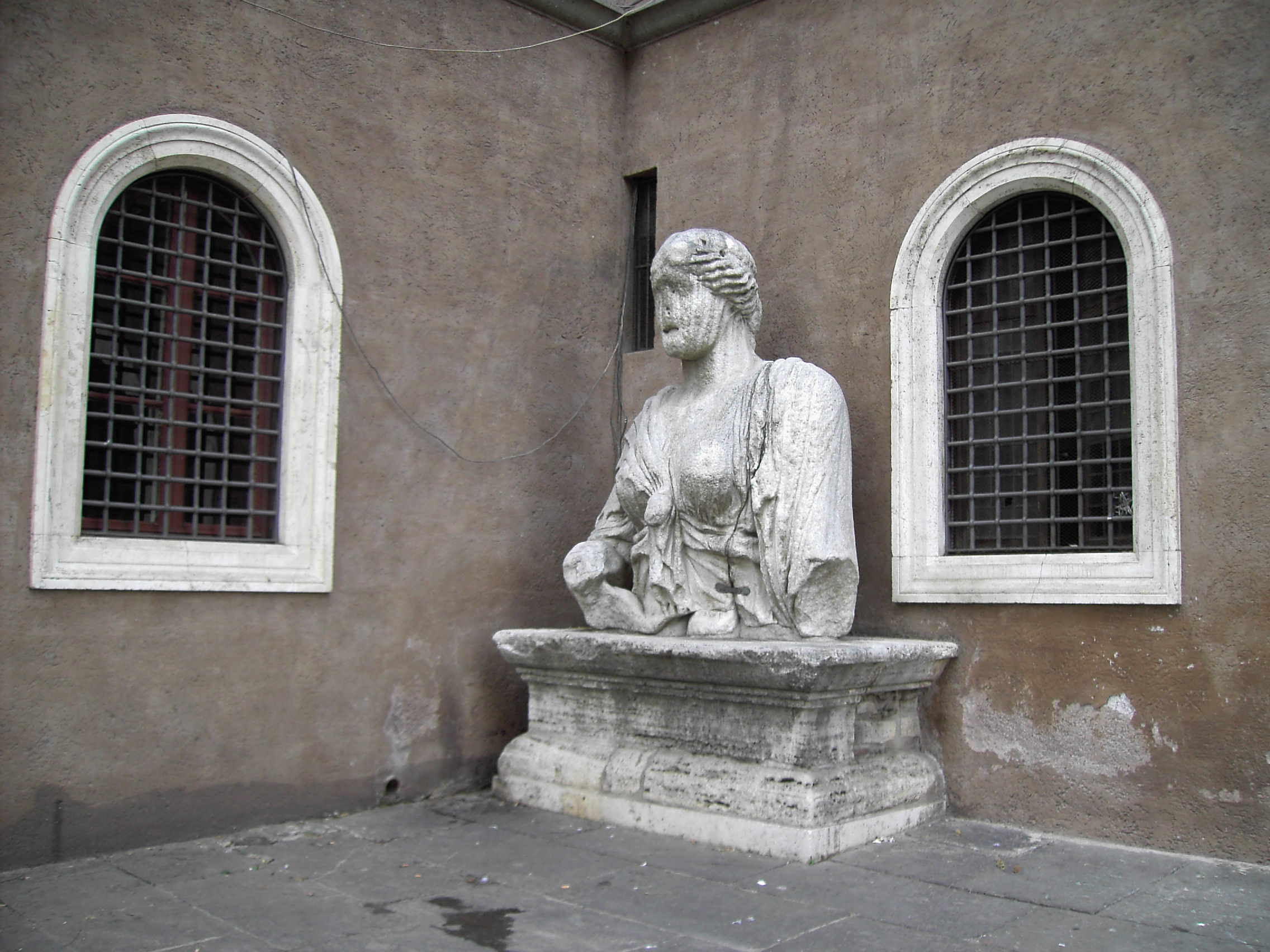
Madama Lucrezia

In der Gegend wurden mehrere Aegyptiaca entdeckt, die möglicherweise aus dem Heiligtum stammen, darunter vier Paare von Obelisken: der Obelisco Macuteo vor dem Pantheon, der Obelisk in der Villa Celimontana, der Obelisco della Minerva auf der Piazza della Minerva, der Obelisco di Dogali auf dem Denkmal für die Schlacht von Dogali und der Obelisco Agonale auf dem Vierströmebrunnen auf der Piazza Navona. Ein Obelisk liegt in der Nähe der Kirche San Luigi dei Francesi begraben. Schließlich wurden zwei weitere Obelisken nach der Antike außerhalb Roms gebracht: einer in den Boboli-Garten in Florenz und ein Obelisk nach Urbino. Andere Artefakte umfassen die Büste der Madama Lucrezia, die von einigen Wissenschaftlern als Teil der Dekoration des Heiligtums oder des Giebels des Tempels der Isis angesehen wird.

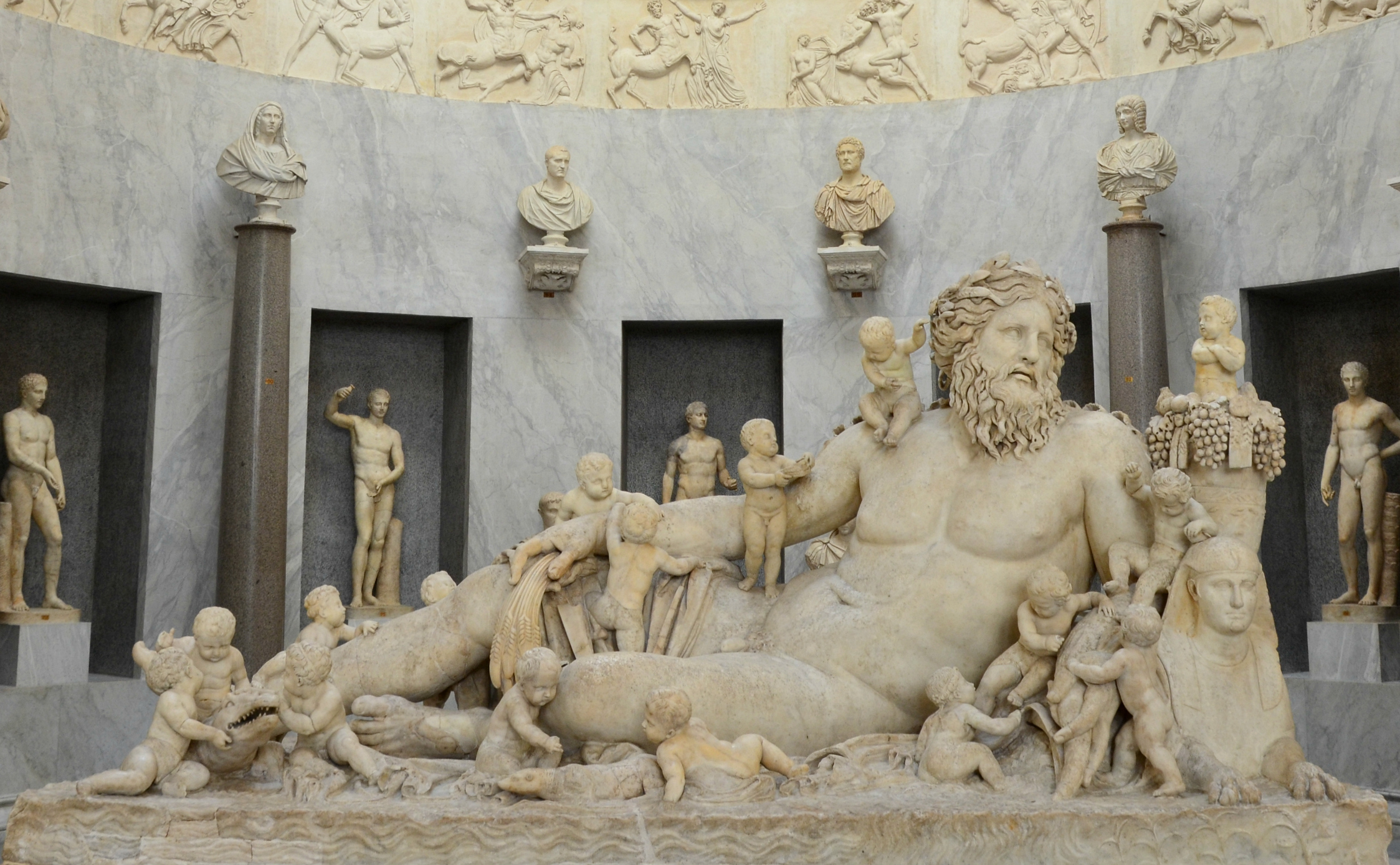
Nil, Vatikanische Museen

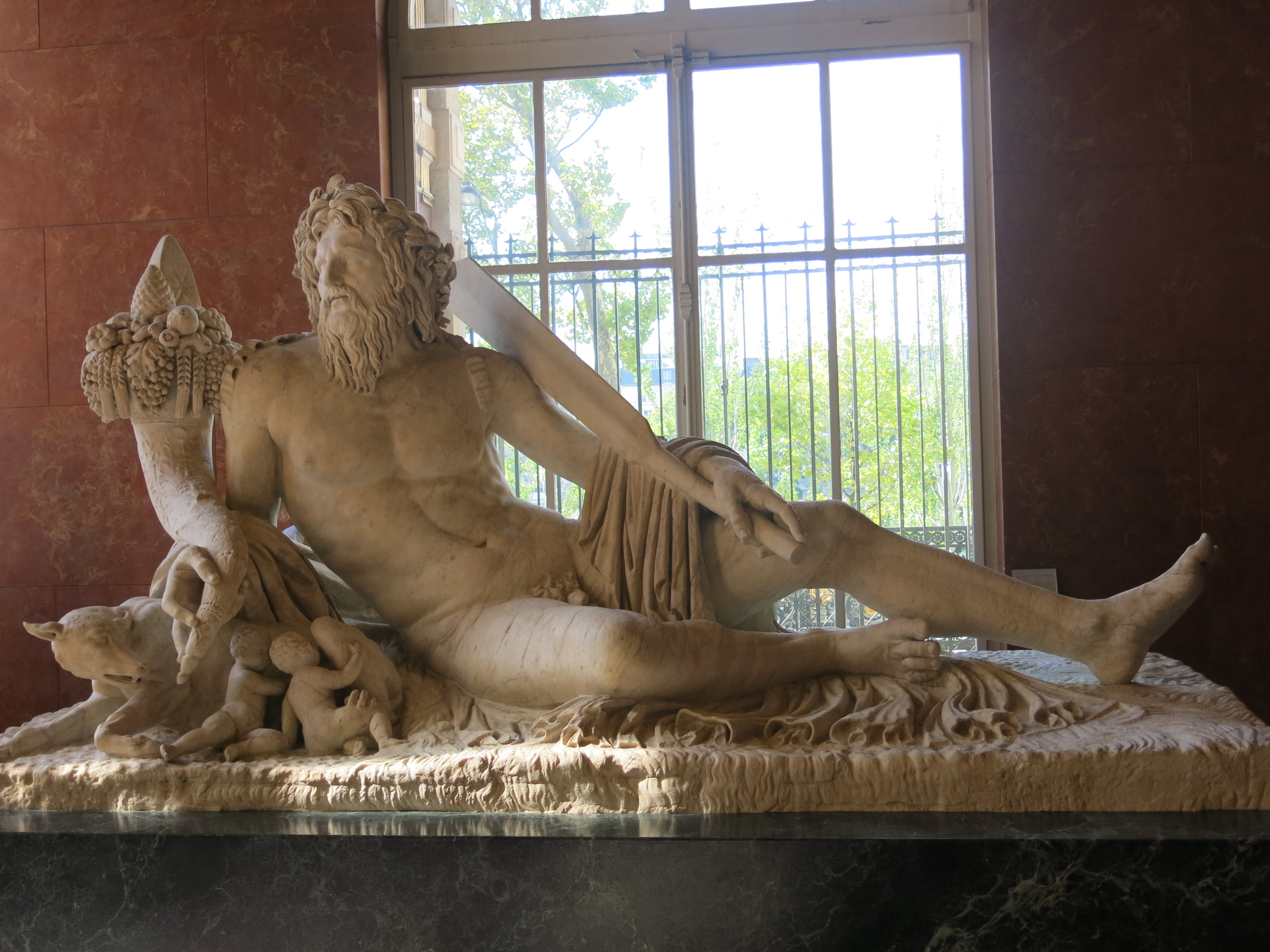
Tiber, Louvre, Paris

Weitere archäologische Funde sind der Marmorfuß, der der Namensgeber der Via del Piè di Marmo ist; drei Säulen mit Friesen, die ägyptische Priester darstellen; mehrere lotusförmige Objekte im ägyptischen Stil; der Tannenzapfen (pigna) der Vatikanischen Museen; die Statue des Nils in den Vatikanischen Museen und die Statue des Tiber mit Romulus und Remus im Louvre in Paris; eine Statue des Thot als Pavian und möglicherweise die Löwenstatuen, die jetzt die Fontana dell’Acqua Felice schmücken und die Treppe zur Piazza del Campidoglio und die Statue einer Katze in der angrenzenden Via della Gatta sowie die Tabula Isiaca (Bembine-Tafel).

## Belege
1. ↑  Robert Turcan, The Cults of the Roman Empire. Wiley, 1996. S. 106.
2. ↑  Lollio Barberi, Parola, Toti, Le antichità egiziane di Roma imperiale, S. 60.
3. ↑  Donalson, Malcolm Drew. The Cult of Isis in the Roman Empire: Isis Invicta. The Edwin Mellen Press, 2003, S. 93, 96–102.
4. ↑  Cassius Dio, Römische Geschichte 40, 47.
5. ↑  Cassius Dio, Römische Geschichte 47, 15.
6. ↑  Cassius Dio, Römische Geschichte 53, 2.
7. ↑  Tacitus, Annales 2, 85; Sueton, Tiberius 36.
8. ↑  Takacs, Isis and Sarapis, S. 129; Ensoli und La Rocca, Aurea Roma, S. 279.
9. ↑  Versluys, Aegyptiaca Romana, S. 354.
10. ↑  Roullet, The Egyptian and Egyptianizing Monuments of Imperial Rome, S. 23.
11. ↑  Cassius Dio, Römische Geschichte 66, 24; Eutropius, Breviarium ab Urbe condita 7, 23.
12. ↑  Historia Augusta, Severus Alexander 26, 8.
13. ↑  Ensoli und La Rocca, Aurea Roma, S. 282.
14. ↑  Lollio Barberi, Parola, Toti, Le antichità egiziane di Roma imperiale, S. 64–65; Roullet, The Egyptian and Egyptianizing Monuments of Imperial Rome, S. 31–32.
15. ↑  Ensoli, L'Iseo e Serapeo del Campo Marzio, S. 411–413.
16. ↑  Ensoli, L'Iseo e Serapeo nel Campo Marzio, S. 411–414; Castagnoli, Gli edifici rappresentati in un rilievo del sepolcro degli Haterii, S. 65; Platner, A Topographical Dictionary of Ancient Rome, "Arcus ad Isis"; Richardson, A New Topographical Dictionary of Ancient Rome, S. 212.
17. ↑  Versluys, The Sanctuary of Isis on the Campus Martius in Rome, S. 160.
18. ↑  Ten, Roma, il culto di Iside e Serapide in Campo Marzio, S. 274; Takacs, Isis and Sarapis, S. 101.

Koordinaten: 41° 53′ 50″ N, 12° 28′ 44,8″ O